# Kimberly Hildreth
Kimberly „Kim“ Yvonne Hildreth (* 21. Januar 1991 in Novi, Michigan) ist eine US-amerikanische Beachvolleyball- und Volleyballspielerin.

## Karriere Halle
Hildreth wuchs in Michigan auf und spielte als Zuspielerin Hallenvolleyball, zunächst an der heimischen Novi High School und seit 2009 vier Jahre lang an der Eastern Michigan University.

## Karriere Beach
2014 zog Hildreth nach Florida und spielt seitdem national und seit 2020 auch international mit verschiedenen Partnerinnen Beachvolleyball. Von 2018 bis 2020 war Sarah Schermerhorn auf der AVP Tour ihre Partnerin. Seit 2023 spielt Hildreth an der Seite von Teegan Van Gunst. Beste Resultate auf der World Beach Pro Tour waren 2023 ein fünfter Platz beim Challenge-Turnier im philippinischen Nuvali und 2024 ein dritter Platz beim Elite16-Turnier im brasilianischen João Pessoa.